# Hắc Bạch Vô Thường
Hắc Bạch Vô Thường (tiếng Trung: 黑白無常) hay Vô Thường Quỷ (tiếng Trung: 無常鬼) là một loại quỷ trong thần thoại Trung Quốc, phụ trách đưa vong hồn người chết về âm phủ. Họ thường đi theo cặp một đen một trắng, tượng trưng cho một đêm một ngày, cũng tượng trưng cho một âm một dương. Hình tượng của Hắc Bạch Vô Thường cũng khác nhau tùy theo vùng miền tại Trung Quốc và nhiều nơi. Ví dụ như tại Tứ Xuyên là Ngô Nhị gia; tại Đài Loan, Phúc Kiến là tướng quân Tạ Phạm, tướng quân Hàn Lư; tại Việt Nam là Hắc Bạch Vô Thường.
"Vô thường" là một từ xuất phát từ Phật giáo, mang hàm ý biến hóa không lường trước được. Trong "Địa Tạng kinh" hình tượng hóa thành "Vô thường đại quỷ, bất kỳ nhi chí", nói cho mọi người biết rằng, cuộc sống vẫn luôn biến đổi, không thể vĩnh hằng bất biến. Tín ngưỡng dân gian chuyển hóa "Vô Thường đại quỷ" thành sứ giả câu hồn, phụ trách việc tiếp dẫn linh hồn người chết tới địa phủ.

## Hình tượng

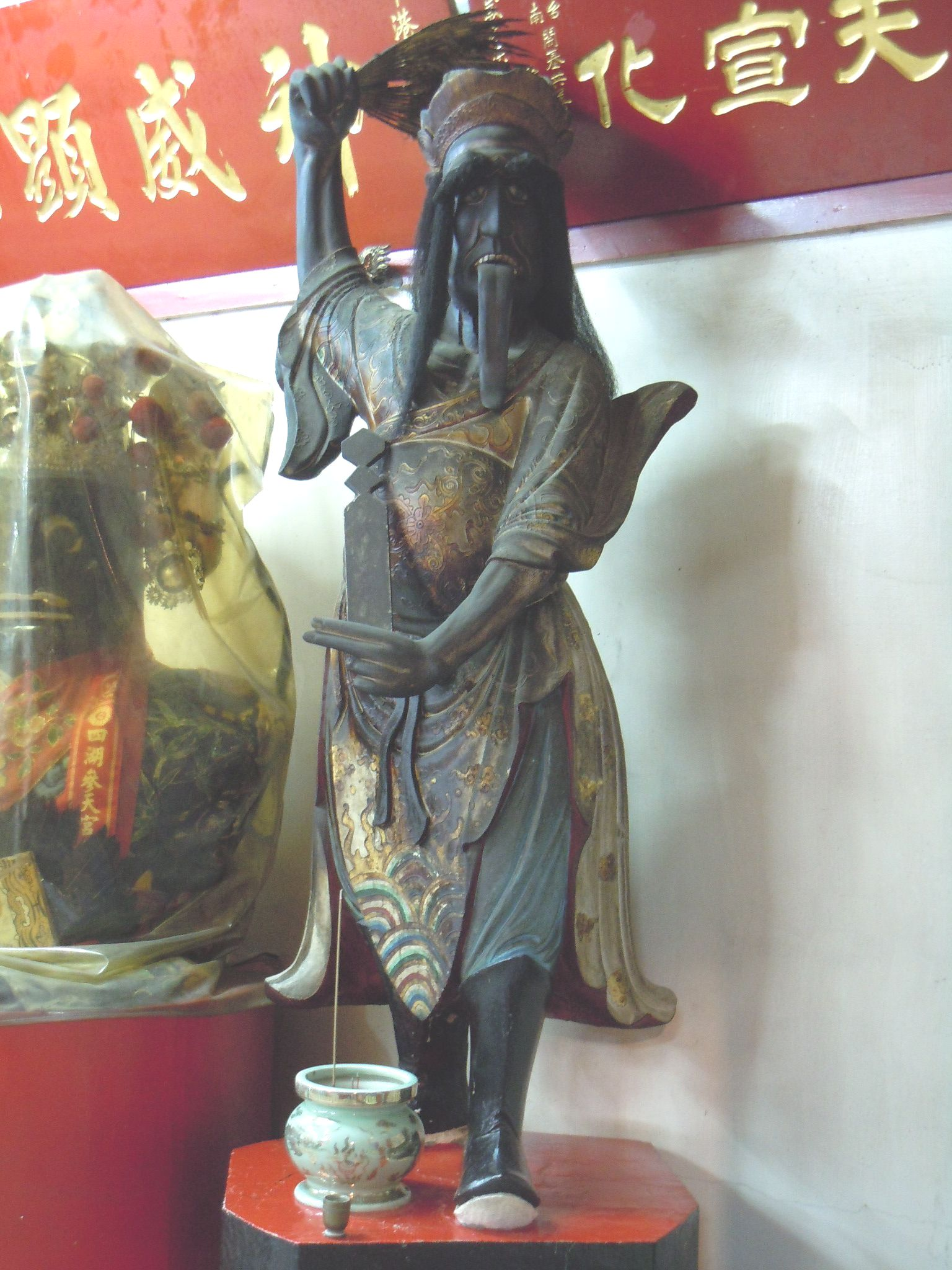
Tượng của Bạch Vô Thường trong một đền ở Đài Trung, Đài Loan.

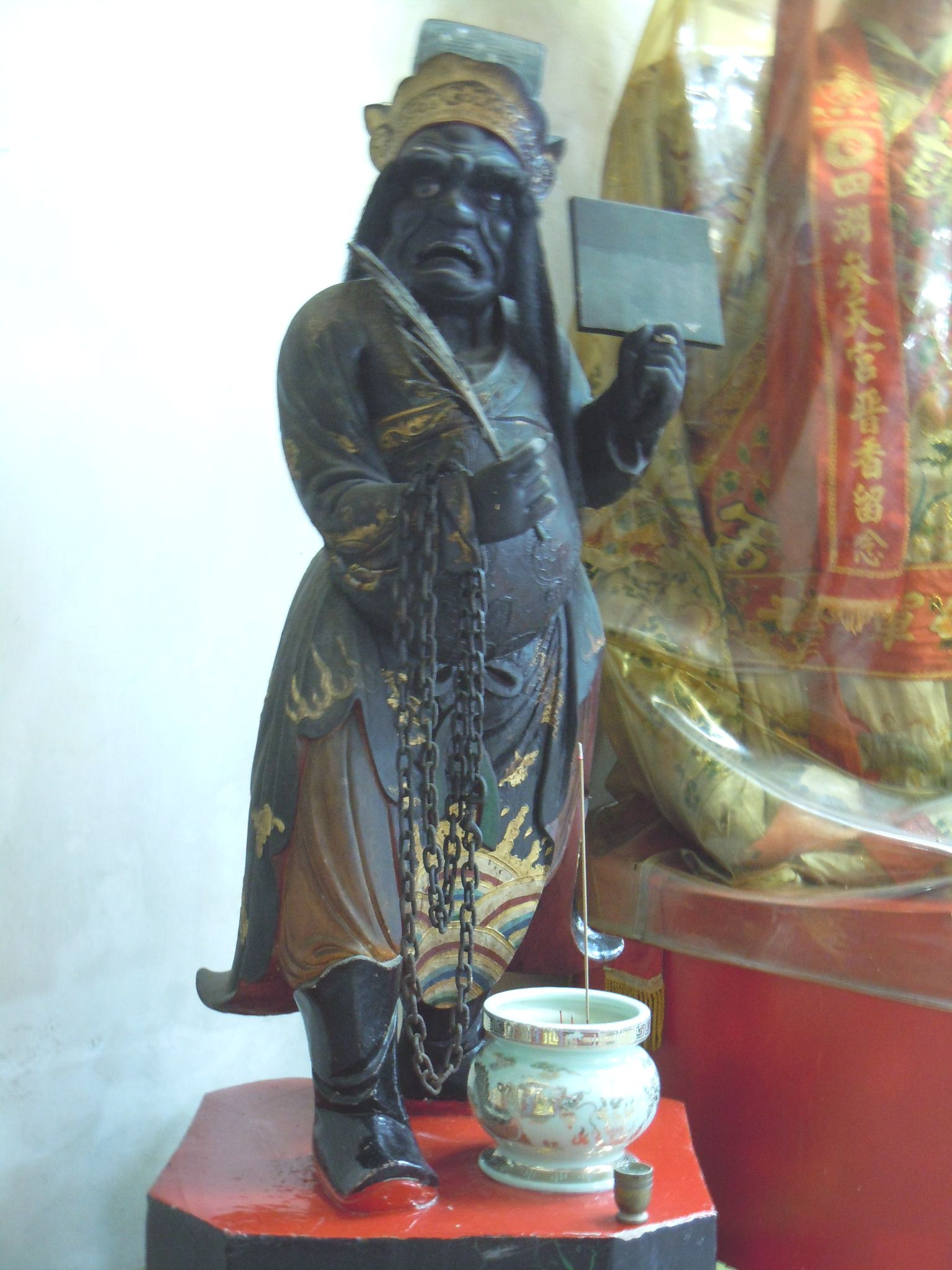
Tượng của Hắc Vô Thường trong một đền ở Đài Trung, Đài Loan.

Trừ Phúc Kiến, dân gian Trung Quốc truyền lưu hình tượng Hắc Bạch Vô Thường là hai quỷ tốt có vóc dáng cao lớn, thường cầm theo đèn lồng, cờ chiêu hồn, gậy khóc tang; họ đón vong hồn người mới chết đưa đến âm phủ, không phân thiện án thiện ác. Tại Phúc Kiến lại có truyền thuyết về Tạ - Phạm tướng quân, là hai người khi còn vì thủ tín mà chết, được Ngọc Đế ban thưởng, phong làm thần, là cấp dưới của Diêm Vương, Thành Hoàng.
Nhiệm vụ của hai người là dẫn dắt linh hồn người mới qua đời đồng thời tróc nã ác quỷ. Tạ tướng quân dáng người cao lớn, trong tay cầm quạt lông, lệnh bài, còng tay, xích sắt. Phạm tướng quân dáng người béo, trong tay cầm quạt lông, phương bài, hình cụ. Hắc Bạch Vô Thường thường xuất hiện trong những câu chuyện kinh dị, đồng thời là các hình tượng nhân vật được độc giả thường xuyên chú ý và tìm hiểu. Ngày nay, các nhà khoa học cũng đang lấy đề tài về nhân vật truyền thuyết này để nghiên cứu về sự tồn tại của họ.